# Marolles (Oise)
Marolles és un municipi francès, situat al departament de l'Oise i a la regió dels Alts de França. L'any 2007 tenia 662 habitants.

## Demografia

### Població
El 2007 la població de fet de Marolles era de 662 persones. Hi havia 242 famílies de les quals 56 eren unipersonals (32 homes vivint sols i 24 dones vivint soles), 71 parelles sense fills, 91 parelles amb fills i 24 famílies monoparentals amb fills.
La població ha evolucionat segons el següent gràfic:
Habitants censats

### Habitatges
El 2007 hi havia 311 habitatges, 251 eren l'habitatge principal de la família, 26 eren segones residències i 33 estaven desocupats. 304 eren cases i 7 eren apartaments. Dels 251 habitatges principals, 208 estaven ocupats pels seus propietaris, 37 estaven llogats i ocupats pels llogaters i 6 estaven cedits a títol gratuït; 7 tenien dues cambres, 41 en tenien tres, 75 en tenien quatre i 128 en tenien cinc o més. 193 habitatges disposaven pel capbaix d'una plaça de pàrquing. A 116 habitatges hi havia un automòbil i a 118 n'hi havia dos o més.

### Piràmide de població
La piràmide de població per edats i sexe el 2009 era:
| Homes | Edats   | Dones |
| ----- | ------- | ----- |
| 0     | 95 o +  | 0     |
| 4     | 90 a 94 | 0     |
| 0     | 85 a 89 | 0     |
| 4     | 80 a 84 | 4     |
| 4     | 75 a 79 | 16    |
| 8     | 70 a 74 | 24    |
| 24    | 65 a 69 | 4     |
| 12    | 60 a 64 | 16    |
| 24    | 55 a 59 | 8     |
| 20    | 50 a 54 | 28    |
| 44    | 45 a 49 | 44    |
| 36    | 40 a 44 | 20    |
| 20    | 35 a 39 | 24    |
| 20    | 30 a 34 | 16    |
| 4     | 25 a 29 | 12    |
| 8     | 20 a 24 | 20    |
| 28    | 15 a 19 | 28    |
| 32    | 10 a 14 | 16    |
| 16    | 5 a 9   | 12    |
| 16    | 0 a 4   | 8     |

## Economia
El 2007 la població en edat de treballar era de 426 persones, 321 eren actives i 105 eren inactives. De les 321 persones actives 288 estaven ocupades (185 homes i 103 dones) i 33 estaven aturades (16 homes i 17 dones). De les 105 persones inactives 29 estaven jubilades, 27 estaven estudiant i 49 estaven classificades com a «altres inactius».

### Ingressos
El 2009 a Marolles hi havia 240 unitats fiscals que integraven 625 persones, la mediana anual d'ingressos fiscals per persona era de 18.325 €.

### Activitats econòmiques
Dels 10 establiments que hi havia el 2007, 1 era d'una empresa de fabricació d'altres productes industrials, 2 d'empreses de construcció, 4 d'empreses de comerç i reparació d'automòbils, 1 d'una empresa de transport, 1 d'una empresa d'hostatgeria i restauració i 1 d'una empresa immobiliària.
Dels 3 establiments de servei als particulars que hi havia el 2009, 1 era un paleta, 1 electricista i 1 restaurant.
L'any 2000 a Marolles hi havia 5 explotacions agrícoles.

## Equipaments sanitaris i escolars
El 2009 hi havia una escola elemental.

## Poblacions més properes
El següent diagrama mostra les poblacions més properes.